# 貞廣一鑑
貞廣 一鑑（さだひろ かずみ、1963年 - ）は日本の実業家。株式会社商業藝術（旧社名、ア・ルーム・ウィズ・ア・ビュウ→株式会社ラヴ→Jellyfish.株式会社）の創業者。
カフェ・和食店を中心に全国展開し、インテリアや空間デザインなども手がけた。
日本テレビの「¥マネーの虎」にも出演していた。2020年以降の名義は「貞廣 一省」となっている。

## 来歴・人物
1963年、広島県生まれ。高校3年時に自衛官の父親のもとから家出をし、飲食業界に入る。勤め先の本社が倒産したことをきっかけに、1993年1月27日創業。経営するア・ルーム・ウィズ・ア・ビュウは広島で複数の店舗を展開し、和食居酒屋「JAPANESE DINER & BAR 茶茶」やビストロ「キャラントサンク」、「café citoron」（カフェ シトロン）などが知られた。1999年の頃には「ポジティブ・イーティング」を提唱し、従来の和洋食などの概念にとらわれない、先進的な食生活スタイルを志向した。
2000年に東京進出を果たし、大阪、京都、横浜にも展開。2002年6月、株式会社ラヴに社名変更。この頃日本テレビで放映されていた「¥マネーの虎」に出演している。2006年6月1日にはJellyfish.株式会社へ社名変更し、さらに2012年8月1日から株式会社商業藝術へ社名変更した。単なる外食産業ではなく、映画館だった場所を社交場として「再編集」するなど、「再生文化・リカルチャー」や「対抗文化・カウンターカルチャー」を志向した。
2016年7月、Ray of hope株式会社を設立し、代表取締役に就任。
2017年6月1日、ダイヤモンドダイニンググループが商業藝術の発行済全株式を取得し完全子会社化。同年9月には、ダイヤモンドダイニンググループが持株会社化を行い、商業藝術は株式会社DDホールディングスの連結子会社となる。子会社となった後も貞廣は引き続き同社の代表取締役社長を続投。その後、部長であった吉田啓介氏に後任を打診し、2019年5月に勇退。自身は会長（社外取締役）に就任する。
2020年5月、株式会社Link-U（現・Link-Uグループ株式会社）の社外取締役に就任。
2020年9月1日、新型コロナウイルスの影響により再編を余儀なくされた株式会社DDホールディングスは、連結子会社である株式会社ダイヤモンドダイニング、商業藝術、他3社の合併を行い、合併後は株式会社ダイヤモンドダイニングの名前で存続。商業藝術と他3社は消滅することになった。
貞廣はダイヤモンドダイニングの役員には就任しなかった。